# 張錦程
張錦程（英語：Emotion Cheung，1965年12月20日—），香港男藝人。早期多活躍於香港舞台劇界、電視界與電影界，後期轉移到中國大陸發展。他先後憑《飛越愛河橋》及《法吻》兩度榮獲香港舞台劇獎最佳男主角，是香港首位劇帝。此外，他曾是香港電視圈旗下藝員。

## 背景

### 早年生活
張錦程早年在葵青區石籬邨3座成長，中學時期移居荃灣區，下有三名弟妹，父親是一名地盤工人。他就讀聖公會主愛小學（1979年；下午校）和路德會呂明才中學（1984年中五、1985年中六肄業），在校時讀書成績一般，在香港中學會考中取得五科及格成績，原校升讀中六年級。卻由於無法應付大量背誦資料，所以放棄應考香港高等程度會考。另一方面，他自中二年級起參與校內戲劇活動，主要當導演，是基督少年軍成員。後來，張首次報考香港演藝學院不遂，即花了數個月時間任職工商企業雜誌廣告代理，主力游說客人登廣告。1985年下半年至1986年上半年自薦到香港商業電台任職節目主持及策劃見習生，終獲馮展萍取錄，接受伍曼儀、黃桂林、馮偉棠、羅榮焜（羅山）等人訓練，曾經協助錄製《十八樓C座》兼製造幕後聲音效果，其餘時間應付廣播以外的節目活動。1986年第二次報考演藝學院，且被取錄為學生。他不選擇報考電視台藝員訓練班的原因是認為訓練班的訓練不正統。

### 事業發展
張錦程於1990年完成表演系深造文憑課程，同屆同學計有陳錦鴻、詹瑞文、關寶慧、古明華、梁榮忠、劉玉翠等人。在1990年畢業後即與陳十三獲香港話劇團聘用，最後基於亞洲電視提供合理薪酬，張錦程加入電視台任職藝員，1993年約滿離開。同時他在外投身舞台劇界，1991年創立了舞台劇團「演戲家族」，2000年之前一直身兼創作、演員、導演以及監製數個崗位。正式入行數年內，他獲得首個個人舞台劇獎項，於1992年憑《飛越愛河橋》一劇得到第一屆香港舞台劇獎最佳男主角（喜劇/鬧劇）。同期參加由盧國雄和謝月美開辦的配音班，因而配演過一些劇集和電影。
1993年至1994年，張錦程感到迷失混亂，不想演戲，結果在新城電台主持深宵節目《張錦程俾哂你》，1994年至1995年再轉職有線電視，伙拍蔡康年主持有線YMC台節目《青年人民大會》。當年有線高層不肯接納創新節目的構思，令張覺得失意，他便利用直播節目直吐心聲、對創作的看法以及對創作部高層的想法，最終被趕離公司。有關節目片段的錄音帶更被有線電視用作培訓新人的反面教材。
及至1995年，張錦程在陳錦鴻勉勵與引薦下加入無綫電視，2000年因發展空間受局限，加上薪酬未獲調整而轉向其他方面發展，簽約東方魅力。張錦程成為無綫藝員階段涉足過主持與演員項目，其中以在綜藝節目《歡樂今宵》（得到時任節目監製陳家倫賞識而加入主持班底）中展現人物模仿的能力而為人熟知。兼任綜藝經主持的契機來自他主動爭取，以接觸更多觀眾層面為目標。往後除了活躍於電影界，亦在中國內地發展其個人事業。2000年，他曾為新城電台和突破機構聯合舉辦的「甜美生活」演員訓練班任導師。其後他自覺自己不是一線演員，再者國語不靈光，轉當經紀人可以避開與製作人意見不合的尷尬場面，是以於2003年至2006年間擔任跟朋友合資開設的「東山文化」的經紀人與戲劇及演技顧問。隨著女兒出生，他需要投放更多時間於家庭方面，遂把經紀公司的生意交給合伙人，2006年至2014年間擔任北京宜和星光文化經紀公司藝術顧問。
在2000年代末，張再度進修，於2011年修畢香港演藝學院導演系藝術碩士學位。2012年，憑《法吻》一劇二度奪得舞台劇界男主角獎 - 第21屆香港舞台劇獎最佳男主角（悲劇/正劇）。2016年憑中國內地網絡劇《餘罪》中飾演「傅國生」一角，在大陸市場增加了知名度。2017年跟歌手李健達憑〈好朋友〉獲得華語金曲獎「優秀合唱歌曲」獎。現時於謎米香港網上電台擔任《男人老九》主持及於234 Channel主持《20, 30, 40》，也會接拍中港兩地的影視作品。
2021年4月，張從外地回港後到富豪機場酒店接受強制隔離，同月5日被指曾經離開檢疫房間違反隔離令被捕，未幾被送到北大嶼山醫院，再轉送竹篙灣隔離營接受隔離。事後他表示因為需要鮮風，以應付心臟問題，所以向酒店職員要求離開房間，並在酒店大堂休息。

## 其他資料
張錦程中學時的洋名本為「Richard」，然而入讀香港演藝學院學習後發覺這多是壞人角色的名字，於是放棄使用。在學院英籍導師 Colin George（章賀麟）詢問其洋名的情況下，張即席講出自己的洋名是「Emotion」，並表示與其中文名稱的諧音「感情」相配，自此沿用此英文名稱至今。

## 個人生活
張錦程在1996年透過主持無綫電視旅遊節目《繞着神州走》認識第二批華南理工派往無綫電視實習的學生、中國内地演員張延，二人於2004年在香港註冊結婚，婚後育有一名女兒。女兒的契爺為導演徐克。

## 演出作品
*以下列表只記錄張錦程演出過的影視作品，若有遺漏，請協助補充相關資料。

### 電視劇（無綫電視）
| 首播   | 名稱               | 角色             | 備註 |
| 1995年 | 刑事偵緝檔案II     | 石少維           |      |
| 1996年 | 天降財神           | 李萬佳           |      |
| 1996年 | 闔府統請           | 游自強（走鬼強） |      |
| 1997年 | 美味天王           | 主持             |      |
| 1997年 | 刑事偵緝檔案III    | 石少維           |      |
| 1997年 | 壹號皇庭V          | 朱有國           |      |
| 1997年 | 隱形怪傑           | 司馬達華         |      |
| 1997年 | 鑑證實錄           | 凌光             |      |
| 1998年 | 陀槍師姐           | 余永財           |      |
| 1998年 | 難兄難弟之神探李奇 | 鍾偉成           |      |
| 1999年 | 寵物情缘           | 李柱華           |      |
| 1999年 | 刑事偵緝檔案IV     | 莫禮信           |      |
| 2000年 | 緣份無邊界         | 簡福欽           |      |
| 2000年 | 陀槍師姐II         | 余永財           |      |
| 2001年 | 美味情緣           | 夏富棗           |      |

### 電視劇（亞洲電視）
| 首播   | 名稱             | 角色     | 備註                              |
| 1990年 | 富貴冤家         |          |                                   |
| 1990年 | 鴻運迫人來       |          |                                   |
| 1991年 | 四驅橋聖         | 湯偉文   |                                   |
| 1991年 | 大提琴與點38     | Frankie  |                                   |
| 1992年 | 點解阿sir係隻鬼  |          |                                   |
| 1992年 | 摩登七十二家房客 |          | 「鐳射劇場」系列                  |
| 1992年 | 航天行動         |          | 「鐳射劇場」系列                  |
| 1992年 | 雙雄會           |          | 「鐳射劇場」系列                  |
| 1992年 | 李小龍傳         | 林榮     |                                   |
| 1992年 | 皇家警案實錄     |          | 單元《奪命線》                    |
| 1992年 | 香港傳奇人物     | Simon    | 單元《一代賭王》 單元《商業超人》 |
| 1993年 | 銀狐             | 辯護律師 |                                   |
| 1993年 | 香港傳奇人物     |          | 紙上英雄》                        |
| 2000年 | 電視風雲         | 張近明   |                                   |
| 2001年 | 俠骨仁心         |          |                                   |
| 2001年 | 女俠丁叮噹       | 毅力     |                                   |

### 電視劇（其他）
| 首播   | 名稱                       | 角色                          | 備註                       |
| 1990年 | 裁決：人權地帶             | Lawrence                      | 香港電台                   |
| 2004年 | 楊門女將之女兒當自強       | 宋真宗                        | 唐人影视製作、2001年製作   |
| 2016年 | 餘罪                       | 傅國生                        | 網絡劇、第一及二季；愛奇藝 |
| 2017年 | 快遞先生與貴妃小姐         | 溫韜                          | 網絡劇；優酷               |
| 2018年 | 莫斯科行動                 |                               | 浙江衛視                   |
| 2019年 | 夜空中最閃亮的星           | 谷爺                          | 龍韜娛樂、企鵝影視         |
| 2019年 | PTU機動部隊                | 謝耀榮                        | 網絡劇；優酷、英皇娛樂     |
| 2019年 | 上道                       | 旱魃                          | 愛奇藝                     |
| 2020年 | 沒有牆的世界VII - 閃亮舞台 | 招炯曙                        | 香港電台                   |
| 2023年 | 那年盛夏我們綻放如花       | 蔡明磊紀念中學校長（特別演出) | ViuTV                      |
| 2025年 | 三命                       | 駱耀成                        | ViuTV                      |

### 電影
- 1990年：表姐你好嘢 飾 阿巫
- 1992年：禁色 飾 Tony
- 1992年：飛哥正傳 飾 阿邦
- 1992年：藍江傳之反飛組風雲	飾 軍裝警員
- 1994年：飛虎雄心
- 1994年：新同居時代
- 1997年：超级无敌追女仔2之狗仔雄心 飾 黑仔程
- 1997年：旺角大家姐 飾 橙皮
- 1998年：猛鬼食人胎 飾 初六
- 1998年：人肉叉烧包II之天诛地灭 飾 燒臘昌
- 1998年：賭俠1999 飾 阿松
- 1998年：夜半無人屍語時 飾 張國明
- 1998年：生化壽屍 飾 壽司仔
- 1998年：沒有小鳥的天空
- 1998年：行運秘笈
- 1998年：陰陽路之升棺發財 飾 百搭
- 1998年：行運一條龍
- 1998年：愛在娛樂圈的日子 飾 唐先生
- 1999年：电影鸭 飾 谷一招
- 2000年：笨小孩
- 2000年：唔該借歪 飾 Robert
- 2000年：俠骨仁心
- 2002年：橫財就手
- 2002年：我家有一隻河東獅 飾 旺財
- 2003年：我老婆未夠惡
- 2003年：殺入警察局
- 2003年：多重彩
- 2003年：西貢的童話
- 2003年：一屋兩火
- 2003年：給他們一個機會 飾 牛津仔
- 2003年：新紮師妹2美麗任務 飾 韓洋（聲音演出）
- 2003年：百年好合
- 2006年：傷城 飾 陳永富
- 2007年：性工作者十日談
- 2009年：大搜查之女 飾 林劍
- 2012年：情谜 飾 舞台導演
- 2015年：陀地驅魔人 飾 雙修神棍
- 2017年：爆裂直播之全城追缉 飾 付導演（網絡電影）
- 2017年：二龍湖浩哥之江湖學院（網絡電影）
- 2017年：走火槍（網絡電影）
- 2017年：男人花（網絡電影）
- 2017年：大嫂 飾 陶天罪（網絡電影）
- 2018年：江湖學院 （網絡電影）
- 2018年：龍蝦刑警 飾 九爺
- 2019年：我的拳王男友
- 2022年：七人樂隊
- 2024年：我談的那場戀愛 飾 許禮信

### 電視電影
- 1991年：香港奇案之八大毒梟八大毒梟
- 1991年：香港奇案之AK47

### 舞台劇
- 1991年：百無禁忌
- 1991年：飛越愛河橋
- 1993年：明月他鄉兩心知（導演）
- 1994年：情信
- 1994年：情危生命線[17]
- 1999年：徘徊在纏綿時份[18]
- 2000年：天下第一樓[19]
- 2004年：家庭作孽
- 2006年：愈笨愈開心
- 2007年：焚城令（演出及演技指導）
- 2008年：Last Smile, First Tear
- 2008年：編風作浪（演出及導演）
- 2009年：你咪理，我愛你，死未？（與Peter Jordan聯合導演）
- 2010年：小心! 枕頭人
- 2010年：變天（演出及導演）
- 2010年：深動故事（導演）
- 2011年：重回凡間的凡人（2011年香港藝術節參節劇目）
- 2011年：法吻
- 2022年：我們最快樂

### 節目主持
無綫電視
- 1995年：城市追擊
- 1996年：寰宇風情（紐西蘭、大溪地特輯）
- 1996年：大江南北
- 1996年：繞著神州走
- 1996年：文化廣場
- 1996年至1997年：K-100
- 1997年：奇瀛怪技大追踪
- 1997年至1998年：歡樂今宵
- 1998年：康泰最緊要好玩 台灣旅遊新FUN點

有線電視
- 1994年至1995年：青年人民大會（有線YMC台）
- 2004年：60分鐘玄機透視（名人專訪環節）

新城電台
- 1993年至1994年：張錦程俾哂你

## 執導作品
- 2005年：上半心·下半身（談談情·說說性）

## 配音作品
- 粗體表示者為作品中的主角或要角
- 首播年份以張錦程配演的角色首次出場的日子為依歸
- 已知於片中有演唱的角色在角色名後會加上♪符號

### 劇場版／動畫電影
| 首播年份 | 動畫名稱            | 配演角色      | 備註       |
| -------- | ------------------- | ------------- | ---------- |
| 1995     | 反斗奇兵            | 胡迪          | 電影公映版 |
| 1997     | 大力士              | 慌張          |            |
| 2005     | 露寶治的世界        | 拉柴          |            |
| 2005     | 騎呢大帝2：高剛外傳 | 古斯高        |            |
| 2009     | 超級零零狗          | 節目監製 衰貓 |            |
| 2009     | 打獵季節2           | 愛鹿特        |            |
| 2012     | 無敵破壞王          | 糖果王        |            |
| 2014     | 反斗奇兵：迷失時空  | 胡迪          |            |
| 2015     | 鬼靈精怪大酒店      | 德格拉        |            |
| 1961     | 101班點狗           | 羅傑          |            |

### 電影
| 首播年份 | 作品名稱                 | 配演角色        | 角色演員    | 備註                         |
| -------- | ------------------------ | --------------- | ----------- | ---------------------------- |
| 1990     | 倩女幽魂II：人間道       | 知秋一葉        | 張學友      | 电影公映版                   |
| 1997     | 101斑點狗                | 羅傑            | 謝夫·丹尼爾 | 电影公映版                   |
| 2001     | 老夫子2001               | 老夫子          | N/A         | 电影公映版                   |
| 2001     | 茅躉王                   | 特首            |             | 韓國電影，又名《反則王》     |
| 2003     | 新紮師妹2美麗任務        | 韓洋            | 郭曉冬      | 电影公映版                   |
| 2006     | 加菲貓2                  | 王子十二少      | N/A         | 电影公映版                   |
| 2009     | 哈利波特ㄧ混血王子的背叛 | 賽佛勒斯·石內卜 | 阿倫·烈卡文 | 接替已故的龔國強，电影公映版 |
| 2009     | 魔幻聖誕頌               | 史古治          | 占·基利     | 电影公映版                   |
| 2010     | 愛麗絲夢遊仙境           | 瘋帽子          | 尊尼·特普   | 电影公映版                   |
| 2010     | 哈利波特ㄧ死神的聖物1    | 賽佛勒斯·石內卜 | 阿倫·烈卡文 | 电影公映版                   |
| 2011     | 哈利波特ㄧ死神的聖物2    | 賽佛勒斯·石內卜 | 阿倫·烈卡文 | 电影公映版                   |

### 電視動畫/OVA
| 首播年份     | 動畫名稱       | 配演角色 | 備註 |
| ------------ | -------------- | -------- | ---- |
| 年份有待確認 | 變身國王上學記 | 古斯高   |      |

## 外部連結
- Emotion張錦程的Facebook專頁
- 張錦程的新浪微博
- 張錦程在互联网电影资料库（IMDb）上的資料（英文）（英文）
- 在AllMovie上張錦程的頁面（英文）
- 張錦程在香港影庫上的簡介
- 張錦程在豆瓣上的资料（简体中文）
- 張錦程在时光网上的簡介（简体中文）